# Pselaphodes antennarius
Pselaphodes antennarius – gatunek chrząszcza z rodziny kusakowatych i podrodziny marników. Występuje endemicznie w Chinach.
Gatunek ten opisali po raz pierwszy w 2018 roku Hunag Mengchi, Yin Ziwei i Li Lizhen na łamach Acta Entomologica Musei Nationalis Pragae. Jako miejsce typowe wskazano Dashahe w chińskiej prowincji Kuejczou.
Chrząszcz ten osiąga 2,88 mm długości i 1,15 mm szerokości ciała. Ubarwienie ma rudobrązowe. Głowa jest nieco dłuższa niż szeroka. Oczy złożone buduje u samca około 35 omatidiów. Czułki buduje jedenaście członów, z których trzy ostatnie są powiększone, a u samca człony siódmy, dziewiąty i dziesiąty są ponadto zmodyfikowane. Przedplecze jest tak długie jak szerokie, o zaokrąglonych krawędziach przednio-bocznych. Pokrywy są szersze niż dłuższe. Zapiersie (metawentryt) u samców ma krótkie i u wierzchołka zwężone wyrostki. Odnóża przedniej pary mają po ostrym kolcu na brzusznej stronie krętarzy oraz  po wyraźnym kolcu na spodzie ud. Środkowa para odnóży ma liczne małe guzki na spodzie krętarzy. Odwłok jest u nasady szeroki i z tyłu zwężony. Genitalia samca mają środkowy płat edeagusa asymetryczny, paramery u szczytów zwężone, a endofallus zawierający jeden krótki i jeden podłużny skleryt.
Owad ten jest endemitem Chin, znanym tylko z miejsca typowego w powiecie Daozhen w prowincji Kuejczou. Spotykany był na rzędnych około 1730 m n.p.m.